# Дреново (Преспа)
Вижте пояснителната страница за други значения на Дреново.
Дреново (изписване до 1945 година: Дрѣново; на гръцки: Κρανιές, Краниес, до 1926 година Δρένοβο, Дреново) е бивше село в Република Гърция на територията на днешния дем Преспа, област Западна Македония.

## География
Развалините на селото са разположени на югоизточния бряг на Малкото Преспанско езеро в подножието на рида Голина на Корбец (Трикларио).

## История

### В Османската имприя
В XV век в Дренова, Леринско са отбелязани поименно 42 глави на домакинства.
В XIX век Дреново е чисто българското село в Битолска каза на Османската империя. Според статистиката на Васил Кънчов („Македония. Етнография и статистика“) в 1900 година в Дрѣново живеят 70 жители българи християни.
На Етнографската карта на Битолския вилает на Картографския институт в София от 1901 година Дреново е чисто българско село в Битолската каза на Битолския санджак с 30 къщи.
Цялото село е под върховенството на Цариградската патриаршия. По данни на секретаря на Българската екзархия Димитър Мишев („La Macédoine et sa Population Chrétienne“) в 1905 година в Дреново (Drenovo) има 104 българи патриаршисти гъркомани.

### В Гърция
След Междусъюзническата война в 1913 година селото остава в Гърция. Населението му масово емигрира отвъд океана, към България и Албания. Боривое Милоевич пише в 1921 година („Южна Македония“), че Дреново има 15 къщи славяни християни.
Селото е унищожено в Гражданската война като 28 семейства или 152 души емигрират в Югославия, България и другите социалистически страни, а на останалите 27 семейства е забранено да се завърнат в селото и се заселват в съседното село Лънги.
Преброявания
- 1913 – 124 души
- 1920 – 115 души
- 1928 – броено към Лънги
- 1940 – 150 души